# Dark Vengeance
Dark Vengeance est un jeu vidéo de type action-RPG développé par Reality Bytes et édité par GT Interactive, sorti en 1998 sur Windows et Mac.

## Accueil
- Jeuxvideo.com : 13/20[1]